# Tainia longiscapa
Tainia longiscapa är en orkidéart som först beskrevs av Gunnar Seidenfaden, och fick sitt nu gällande namn av Jeffrey James Wood och Anthony L. Lamb. Tainia longiscapa ingår i släktet Tainia och familjen orkidéer. Inga underarter finns listade i Catalogue of Life.